# Ascanio Ferrari
Ascanio Ferrari foi um prelado católico romano que serviu como bispo de Montepeloso (1548–1550).

## Biografia
No dia 24 de fevereiro de 1548, Ascanio Ferrari foi nomeado durante o papado do Papa Paulo III como Bispo de Montepeloso. Serviu como Bispo de Montepeloso até à sua renúncia em 1550.

## Sucessão episcopal
Enquanto bispo, foi o principal co-consagrador de:
- Adriano Fuscone (1554);
- Gerolamo Melchiori (1554);
- Fabio Capelleto (1555); e
- Virgilio Rosario (1555).